# Marta Smolíková
Marta Smolíková (* 17. dubna 1965 Praha) je česká odbornice na kulturní politiku a management umění, od roku 2016 ředitelka neziskové organizace Otevřená společnost, od roku 2020 předsedkyně spolku Česká ženská lobby a místopředsedkyně Rady vlády pro rovnost žen a mužů a od května 2021 členka Rady pro rozhlasové a televizní vysílání.

## Rodinný původ
Jejím otcem byl český farář, evangelický teolog a profesor praktické teologie Josef Smolík, má tři sestry, Eva Šormová je farářka v Milíčové kapli pražského sboru Ochranovského seniorátu Českobratrské církve evangelické., Noemi Smolik je historička a kritička umění žijící v Německu a Lydie Šilarová žijící v Praze je učitelka.

## Profesní život
Je externí spolupracovníci Deníku N a členkou prezidia Mezinárodního divadelního ústavu (ITI). V roce 2003 založila výzkumné, informační a vzdělávací centrum pro umění a kulturu ProCulture.
V roce 2008 připravila k vydání publikaci Management umění.
V roce 2009 byla navržena Stranou zelených na post ministryně kultury do úřednické vlády Jana Fischera.
Od roku 2009 vyučuje kulturní politiku na Filozofické fakultě brněnské Masarykovy univerzity.
V letech 2012 až 2015 byla ředitelkou Knihovny Václava Havla. V roce 2013 stála u zrodu Ceny Václava Havla za lidská práva, kterou každoročně uděluje Rada Evropy, Knihovna Václava Havla a Nadace Charty 77 a mezinárodních konferencí, které se konají na počest laureátů a jejich představení veřejnosti v Pražské křižovatce, dva dny po vyhlášení Ceny Václava Havla za lidská práva v sídle Rady Evropy ve Štrasburku. Za jejího působení v Knihovně Václava Havla byla v rámci oslav 25. výročí sametové revoluce instalována busta Václava Havla v americkém Kongresu. Knihovnu Václava Havla v roce 2013 zapojila do celosvětového projektu budování pamětních míst Lavička Václava Havla. V roce 2014 se stala koproducentkou filmového dokumentu režisérky Andrey Sedláčkové Život podle Václava Havla.
Od roku 2016 je ředitelkou neziskové organizace Otevřená společnost, kde se zasazuje o spravedlivý a dobře spravovaný stát, ve kterém jsou tolerance a rozmanitost primárními hodnotami. Od roku 2020 zastává též post předsedkyně spolku Česká ženská lobby, který hájí ženská práva.
V dubnu 2021 byla Poslaneckou sněmovnou PČR zvolena členkou Rady pro rozhlasové a televizní vysílání. Na tuto funkci ji nominovali Piráti. Ve volbě získala 125 ze 186 možných hlasů (ke zvolení bylo třeba 94 hlasů). Postu se ujala dne 25. května 2021.